# 十月宮

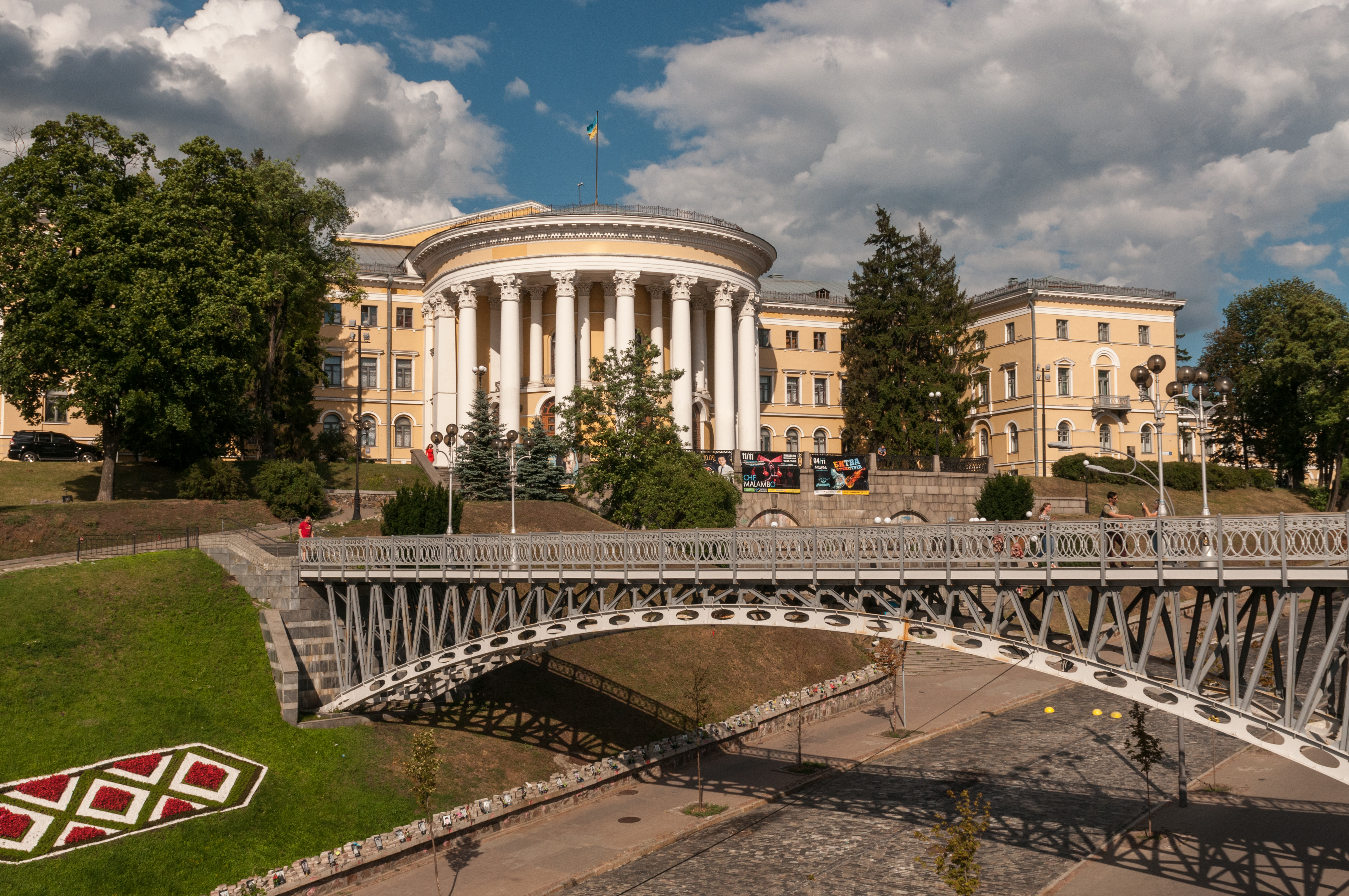
十月宮

十月宮（羅馬化：Zhovtnevyi palats）是烏克蘭首都基輔市中心的一座表演藝術場館建築，位於獨立廣場附近。正式名稱是國際文化藝術中心（烏克蘭語：Міжнародний центр культури і мистецтв）。該建築修建於1838年至1842年期間，在二戰期間幾乎完全被毀，現在的建築重建於1952年至1959年。

## 外部連結
- Official website（页面存档备份，存于）
- https://web.archive.org/web/20110723173738/http://memorial.kiev.ua/content/view/166/70/
- History（页面存档备份，存于）
- http://www.umoloda.kiev.ua/number/548/222/19809/（页面存档备份，存于）

50°27′00″N 30°31′41″E / 50.45°N 30.5281°E